# Gouveia
För andra betydelser, se Gouveia (olika betydelser).
Gouveia är en portugisisk stad och kommun i distriktet Guarda, regionen Centro och underregionen Beiras e Serra da Estrela, med ungefär 3 151 invånare (2021).
Staden är centralort för kommunen med samma namn. Den är känd som en liten stad med ett livligt näringsliv och med vackra gamla byggnader samt fina utsikter över bergskedjan Serra da Estrela.
Kommunen har en yta på 301,00 km² och 14 046 invånare (2020), fördelat över 16 freguesias (kommundelar) (2020).

## Ortnamnet
Ortnamnet Gouveia antas av de flesta härstamma från latinets cotella (”liten kulle”). Några menar dock att ortens namn kommer från det germanska namnet Gaudila.

## Befolkningsutveckling
| Befolkning i Gouveia kommun (1801 – 2004). \| 1801 \| 1849 \| 1900 \| 1930 \| 1960 \| 1981 \| 1991 \| 2001 \| 2004 \| \| 7051 \| 14162 \| 24641 \| 23724 \| 25210 \| 19045 \| 17410 \| 16122 \| 15792 \| |       |       |       |       |       |       |       |       |
| 1801 | 1849  | 1900  | 1930  | 1960  | 1981  | 1991  | 2001  | 2004  |
| 7051 | 14162 | 24641 | 23724 | 25210 | 19045 | 17410 | 16122 | 15792 |

### Kommundelar
- Aldeias e Mangualde da Serra
- Arcozelo
- Cativelos
- Figueiró da Serra e Freixo da Serra
- Folgosinho
- Gouveia
- Melo e Nabais
- Moimenta da Serra e Vinhó
- Nespereira
- Paços da Serra
- Ribamondego
- Rio Torto e Lagarinhos
- São Paio
- Vila Cortês da Serra
- Vila Franca da Serra
- Vila Nova de Tazem

## Bilder

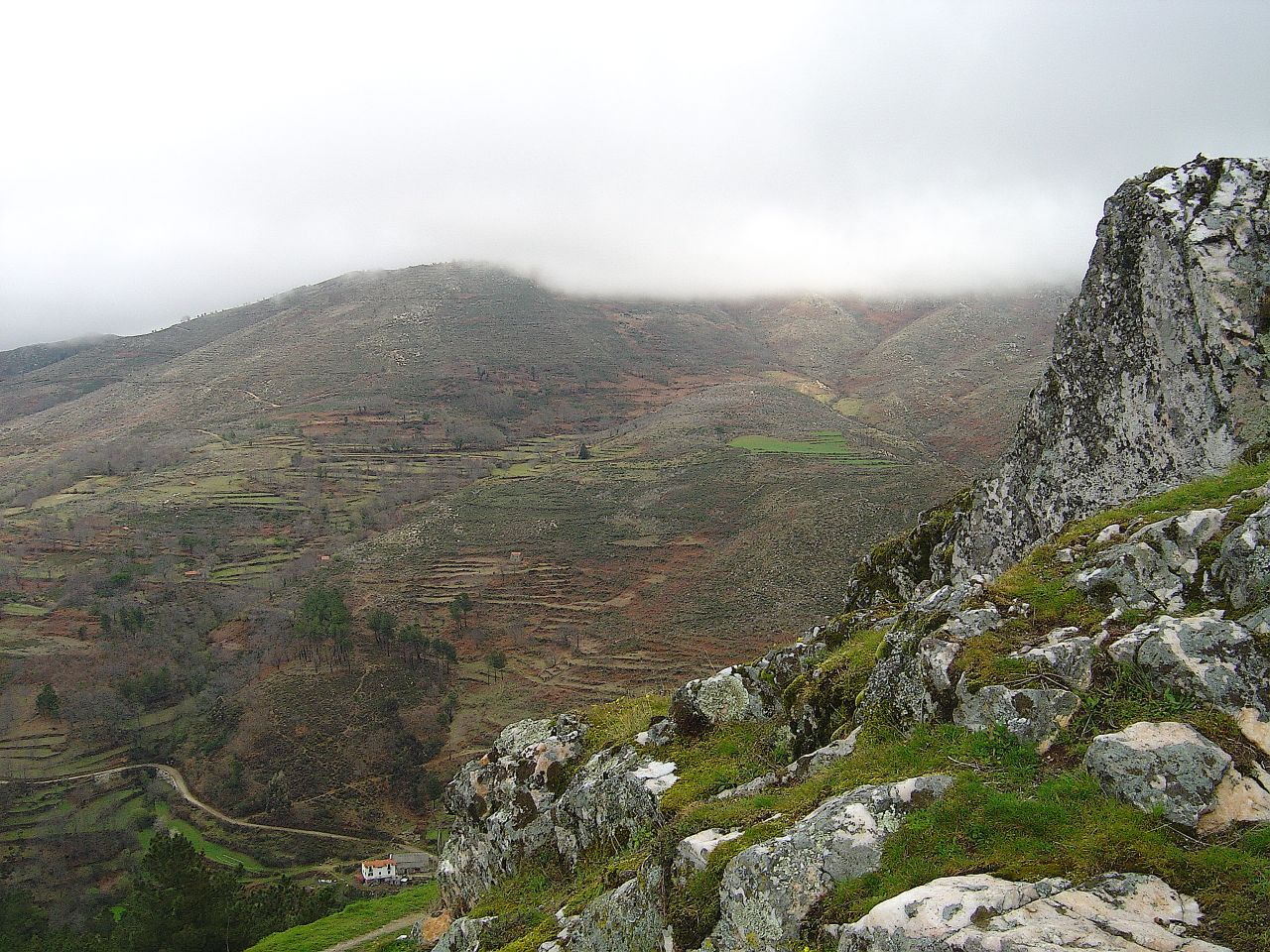
Utsikt från byn Folgozinho, nära Gouveia
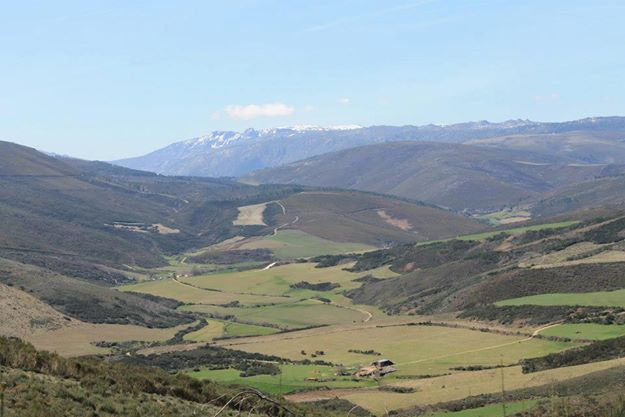
Mondego-dalen
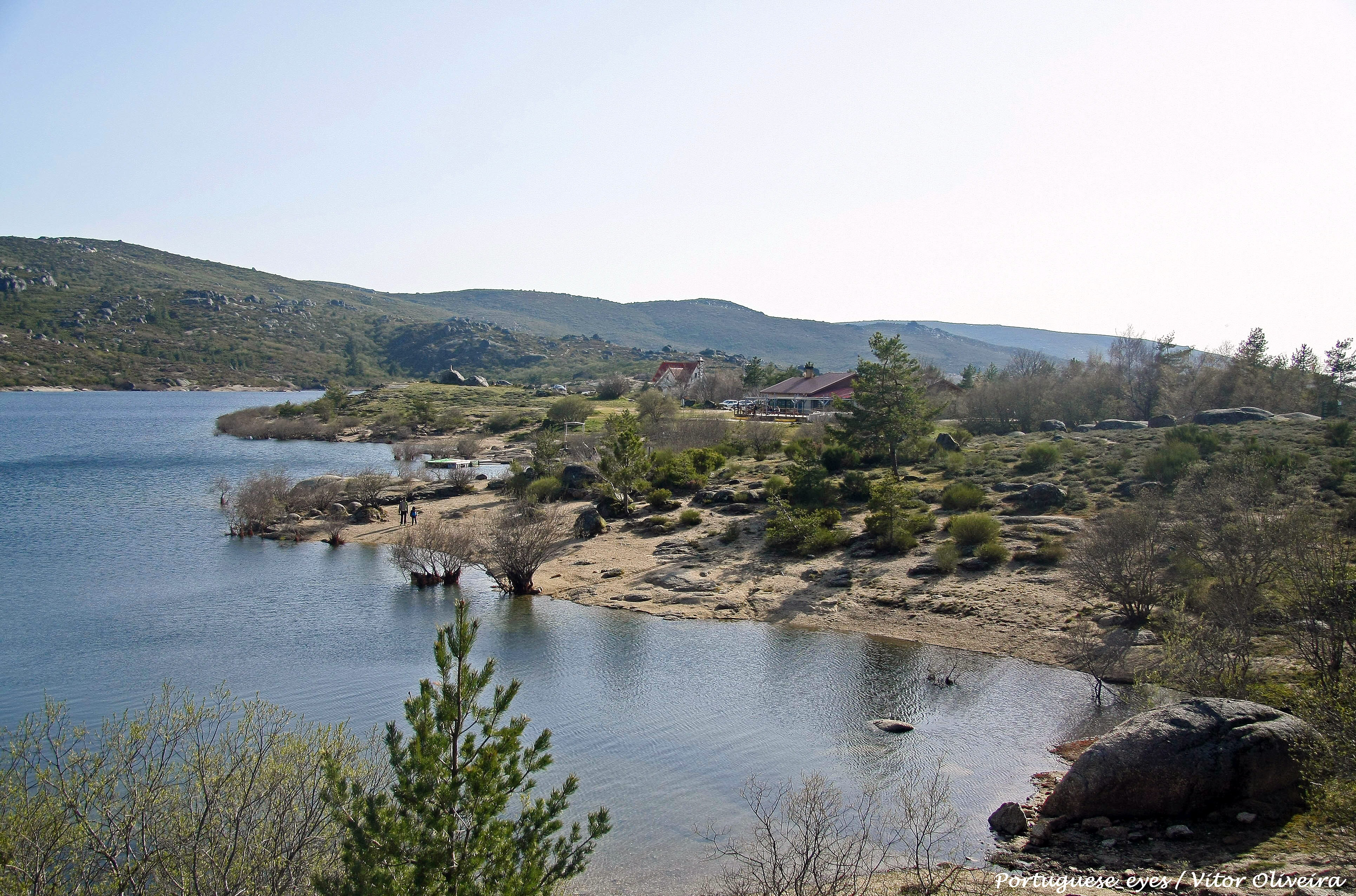
Vale do Rossim-sjön
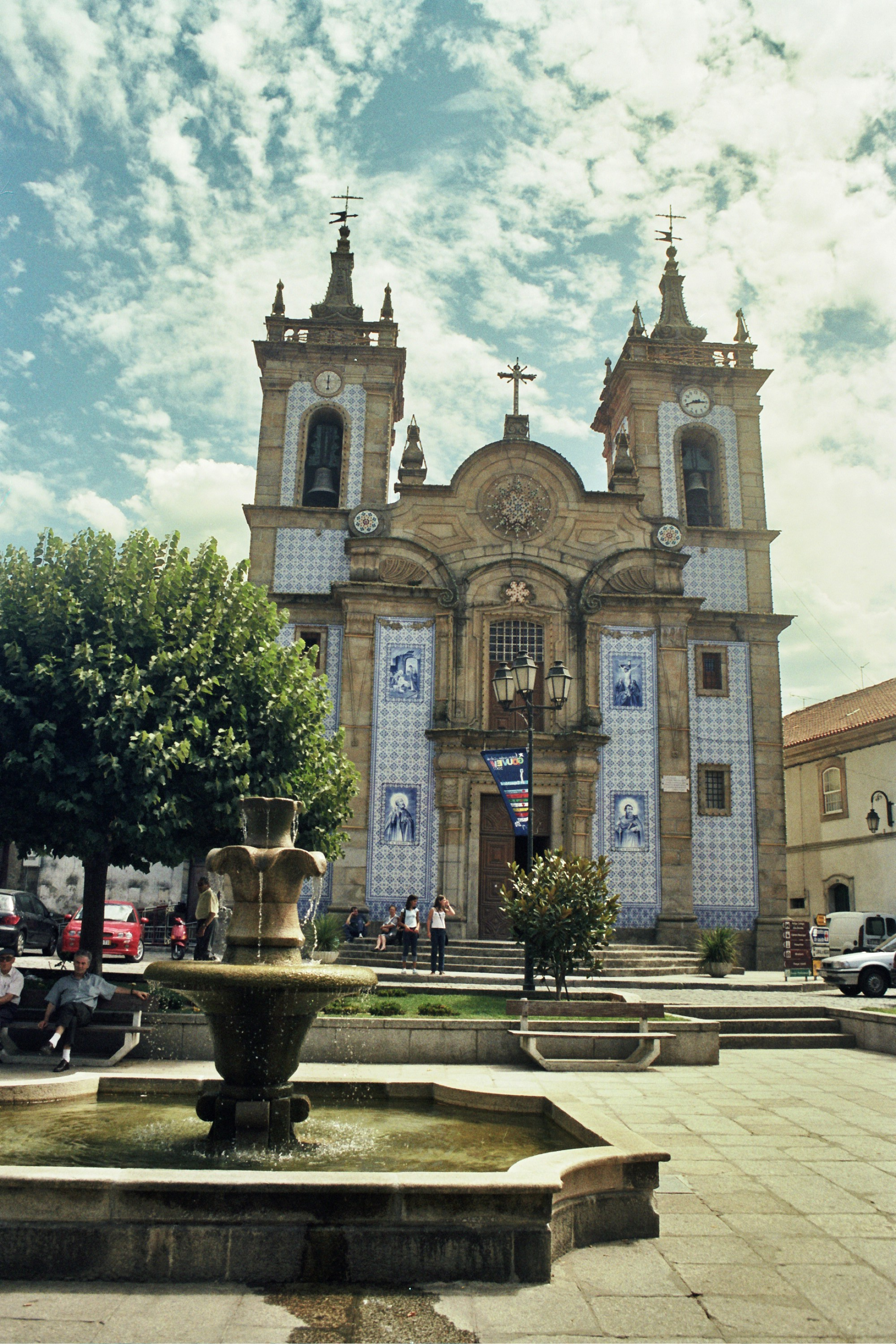
São Pedro-kyrkan
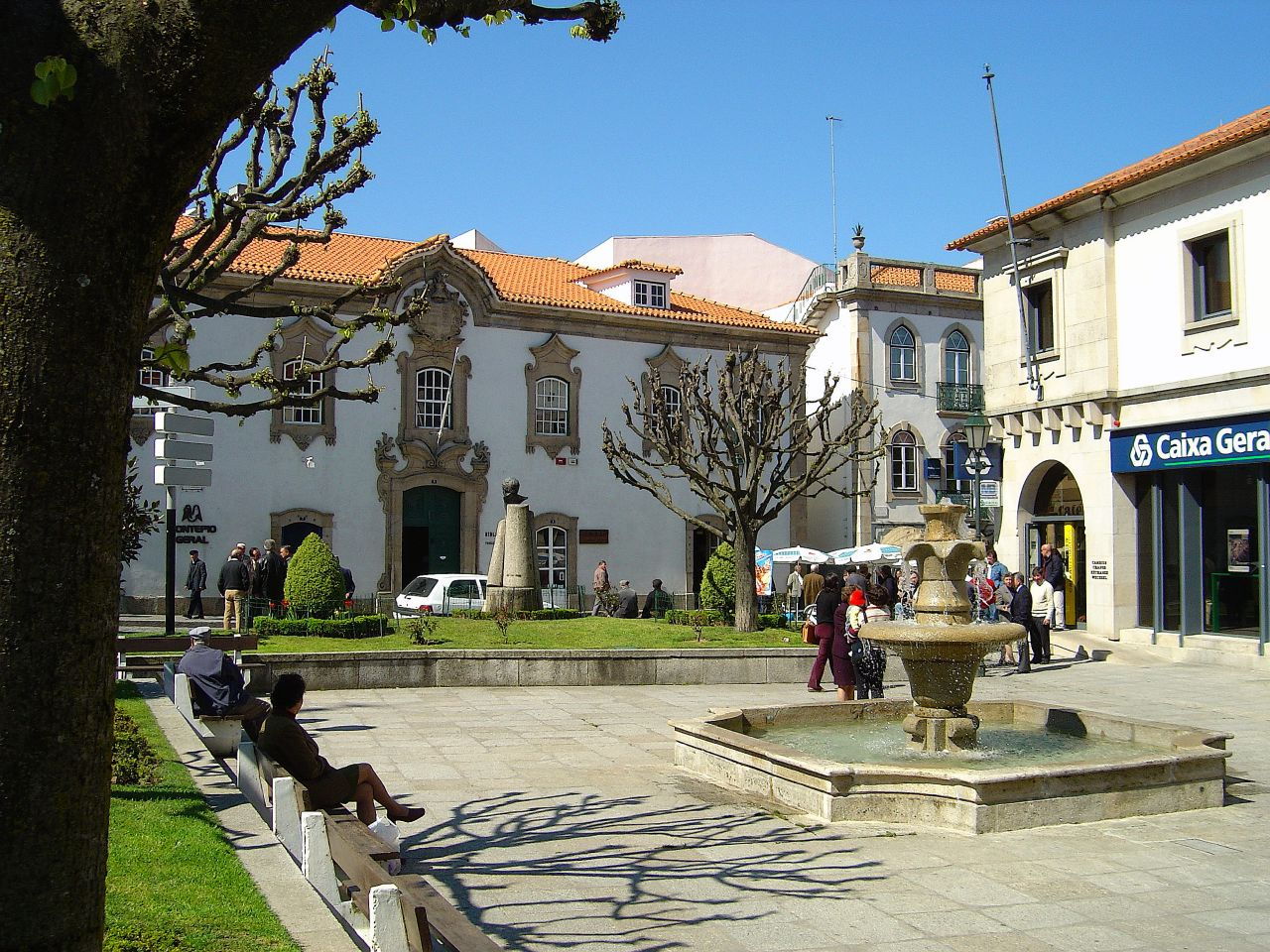
Torget Praça de São Pedro
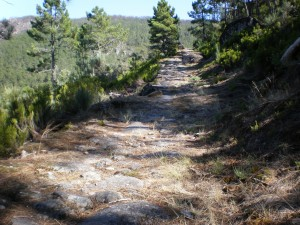
Romersk väg